# Lotononis trichodes
Lotononis trichodes är en ärtväxtart som först beskrevs av Ernst Meyer, och fick sitt nu gällande namn av B.-e.van Wyk. Lotononis trichodes ingår i släktet Lotononis och familjen ärtväxter. Inga underarter finns listade i Catalogue of Life.